# Methamaucum
Methamaucum – stolica historycznej diecezji w Cesarstwie Rzymskim, współcześnie we Włoszech. Od 2018 katolickie biskupstwo tytularne. 

## Biskupi tytularni
| Lp. | Biskup                    | Funkcja                           | Od                | Do               |
| --- | ------------------------- | --------------------------------- | ----------------- | ---------------- |
| 1   | Josep Maria Abella Batlle | biskup pomocniczy Osaki (Japonia) | 2 czerwca 2018    | 14 kwietnia 2020 |
| 2   | Noel Saw Naw Aye          | biskup pomocniczy Rangun (Mjanma) | 10 listopada 2020 |                  |